# Иманъярви
Иманъярви — озеро на территории Поросозерского сельского поселения Суоярвского района Республики Карелии.

## Общие сведения
Площадь озера — 2,5 км², площадь водосборного бассейна — 361 км². Располагается на высоте 165,4 метров над уровнем моря.
Форма озера лопастная, продолговатая: оно вытянуто с северо-запада на юго-восток. Берега изрезанные, каменисто-песчаные, местами заболоченные.
Через озеро протекает река Янгозерка, впадающая в озеро Селецкое.
В озере расположено не менее трёх безымянных островов различной площади.
К озеру с разных сторон подходят лесные дороги.
Код объекта в государственном водном реестре — 02020001111102000007161.